# Nekselø

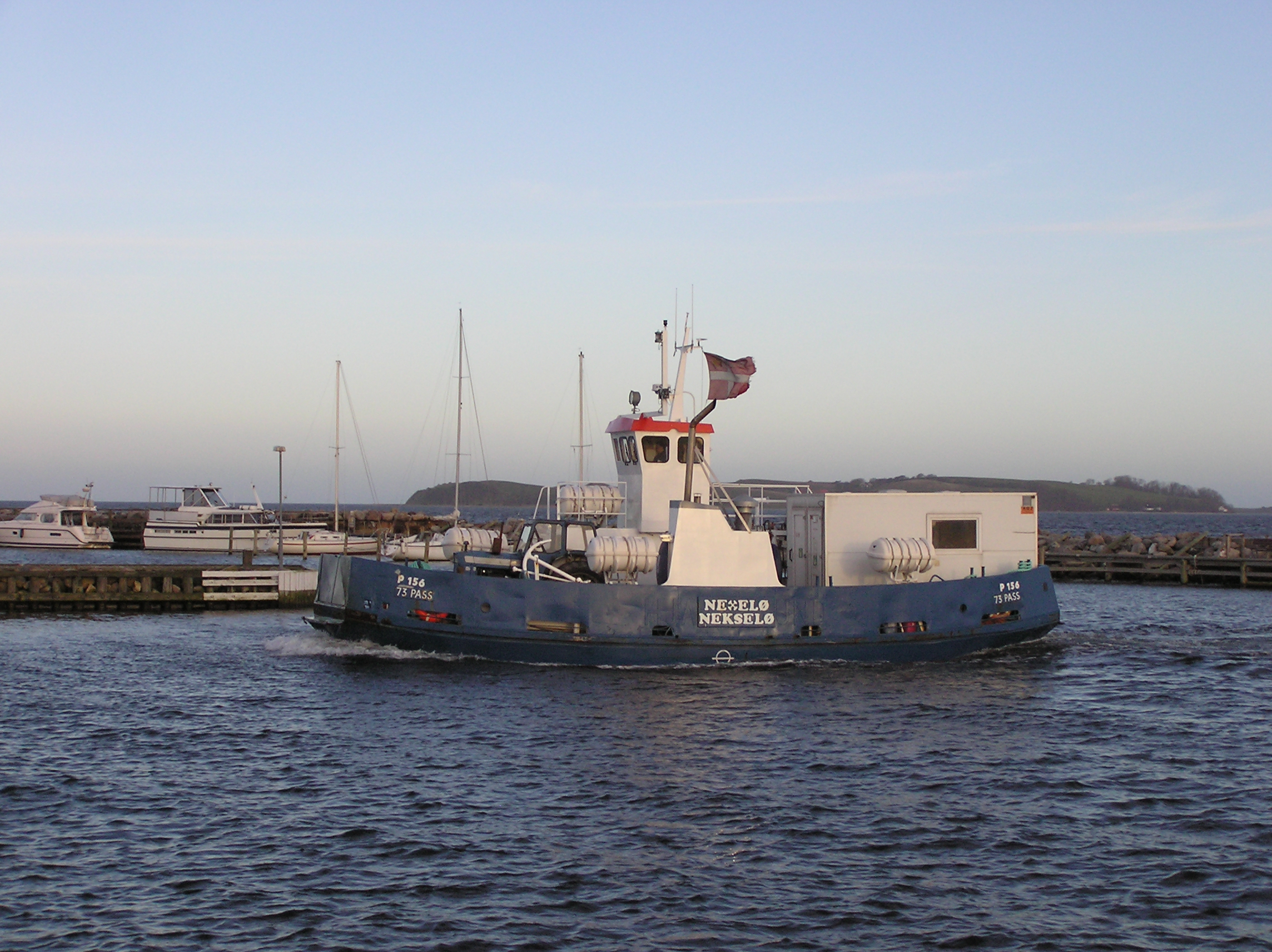
Nekselø-Fähre

Nekselø, auch Nexelø, ist eine dänische Insel im Kattegat, nordwestlich vor Seeland. Sie gehört zur Kommune Kalundborg, Region Sjælland, hat eine Fläche von 2,23 km² und 18 Einwohner (1. Januar 2023).
Die Insel gehört zum Kirchspiel (dän.: Sogn) Føllenslev, das bis 1970 zur Harde Skippinge im Amt Holbæk gehörte. Von 1970 bis zum 31. Dezember 2006 gehörte sie zur Kommune Bjergsted in Vestsjællands Amt.
Nekselø ist Mitglied der Arbeitsgemeinschaft Sammenslutningen af danske småøer (dt. Verband dänischer Kleininseln).

## Geographie
Die Insel ist eine Moräneninsel, die aus einer Reihe von Hügeln besteht. Nekselø entstand mit der benachbarten Insel Sejerø sowie den Halbinseln Asnæs, Røsnæs und Sjællands Odde während der Eiszeit durch Ablagerungen einer Gletscherzunge.

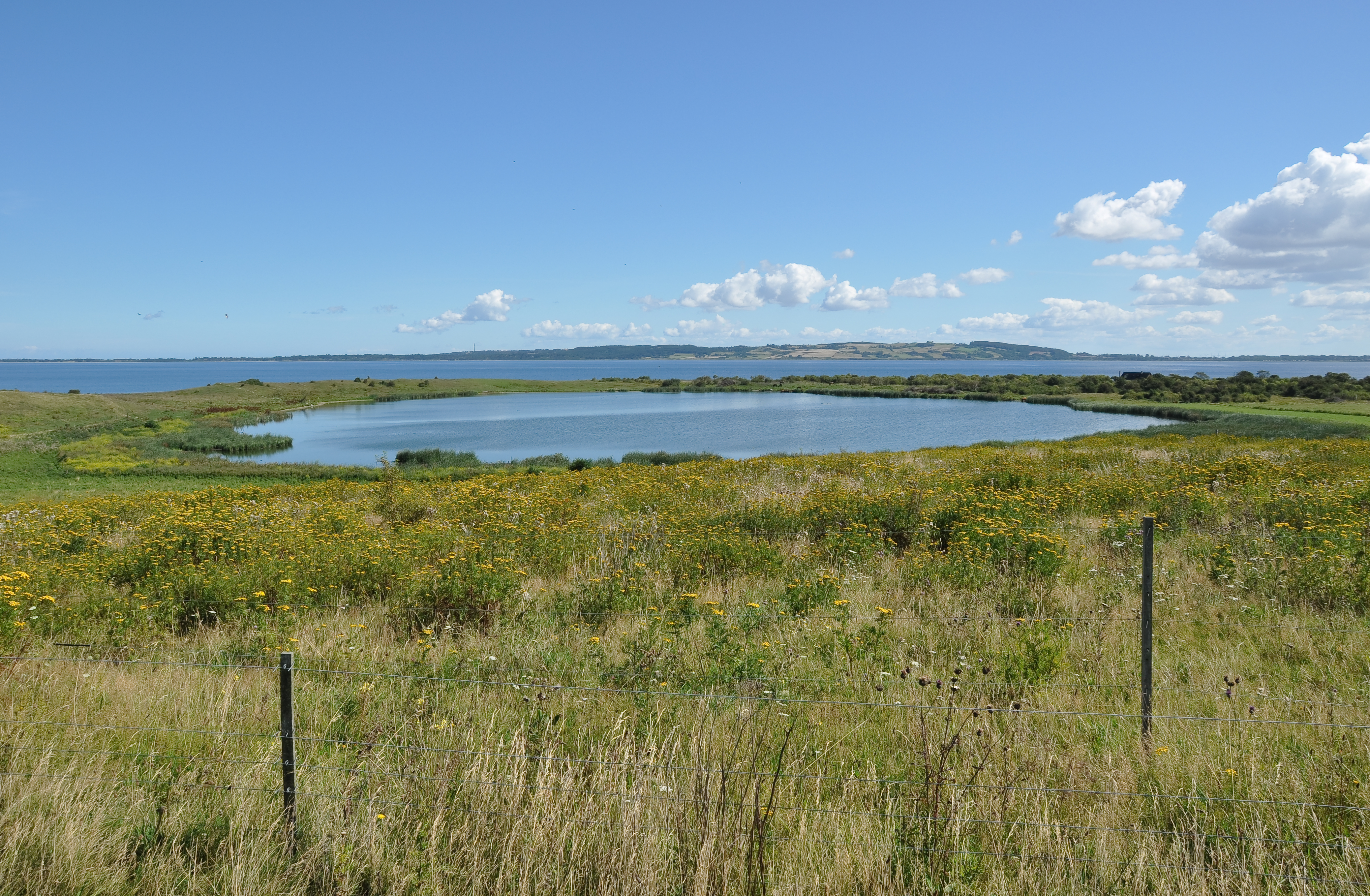
Das Sømose auf Nekselø

## Geschichte
Die Besiedelung während der Stein- und Eisenzeit ist durch diverse Funde im Norden zwischen Sømose und Pandebjerg sowie im Süden zwischen Guldbjerg und Ørnekul nachgewiesen. Bei Ørnekul am südlichen Ende der Insel erstreckt sich ein 200 m langer Fischzaun aus der Ertebølle Periode vom Strand ins Meer.
1157 benutzte Waldemar I. (Dänemark) die Insel als Nothafen auf seiner Flucht nach Jütland. Die Insel wurde das erste Mal 1203 urkundlich als "Nixlæ" erwähnt.
1529 übergab Friedrich I. die Insel an das Bistum Roskilde.
Unter Friedrich III. wurde Hans Rostgaard (1625–1684) für Verdienste im Schwedenkrieg mit dem Krongut Krogerup belohnt, zu dem Nekselø damals gehörte. Die Familie blieb bis 1805 im Besitz der Insel. Dann kauften die Bauern die Insel vom Gut Krogerup für 6500 Reichstaler.
Die Schule wurde um 1850 und die Kirche im Jahr 1931 erbaut, die Schule wurde 1973 geschlossen.

## Wirtschaft und Verkehr
Die Insel verbindet eine mehrmals täglich verkehrende Fähre (bis 2012 als Autofähre, ab 2013 nur noch für Fußgänger, seit 2023 wieder als Autofähre) mit Havnsø. Der Fährhafen liegt auf der östlichen Seite in der Mitte der Insel bei Strandsbjergård. Die Zufahrt zu den Höfen vom Hafen erfolgt über den Hauptweg, der Rest der Insel ist nur über Fußwege zugänglich.

### Leuchtfeuer
Im Norden der Insel befindet sich ein aus Ober- und Unterfeuer bestehendes Richtfeuer.

## Landschaft und Natur
Die Insel wurde 1951 unter Naturschutz gestellt, der 1985 zum Schutz der Rotbauchunke verschärft wurde.
Strand und unbestellte Felder dürfen während der Vogelbrutzeit vom 1. April bis 15. Juli nicht betreten werden.
An den Abhängen der östlichen Küste liegt der „Trollwald“, der nicht mehr forstwirtschaftlich genutzt wird: Es wird weder Holz eingeschlagen noch Totholz entfernt. Früher bestand der Wald überwiegend aus Ulmen und Eschen. Seit dem Ulmensterben wachsen zwischen den Eschen Linden und Spitzahorn. Im Südosten befindet sich bei Guldbjerg ein See, der von Fischen freigehalten wird, um die dort vorkommenden Unken und Frösche zu schützen. Der Süden der Insel besteht aus Strandwiesen, die durch die postglaziale Landhebung entstanden sind. Im Westen wachsen Kiefern als Windflüchter, sie sind das Wahrzeichen der Insel. Im Norden befindet sich der größte der See der Insel – Sømose – mit einer Lachmöwen-Kolonie. In früheren Zeiten sammelten hier die Inselbewohner zur Brutsaison täglich bis zu 500 Möweneier.
Auf der Insel gibt es zwei ausgeschilderte Wanderwege (Nord- und Südstrecke, Laufzeit je ca. 1,5 – 2 Stunden); beide sind nur für Fußgänger geeignet.